# Cacopsylla crataegi
Cacopsylla crataegi (Листоблішка глідова) — вид клопів родини Листоблішки (Psyllidae). Вид живиться рослинним соком на чагарниках роду Глід (Crataegus). Поширена листоблішка у помірному та субтропічному поясі Європи, у Західній Азії, Індії та Північній Африці. Самиці більші за самців, завдовжки 3-4,1 мм; самці — 2,5-3,8 мм. Імаго можна зустріти від квітня по вересень.